# Mathieu Le Nain

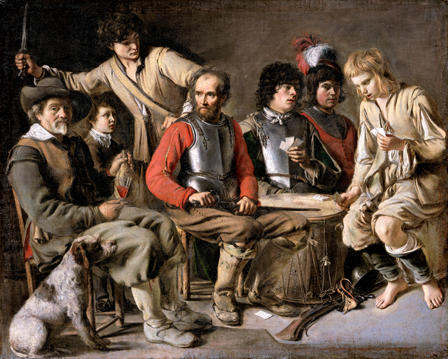
Mathieu Le Nain: Der Streit, 1640

Mathieu Le Nain (* 1607 in Laon; † 20. April 1677 in Paris) war ein französischer Maler des 17. Jahrhunderts. Er ist dem barocken Realismus zuzuordnen. Gemeinsam mit seinen beiden Brüdern Antoine und Louis gründete er 1629 eine florierende Werkstatt in Paris, ohne jedoch der Korporation der Maler beizutreten.

## Leben
Mathieu Le Nain war der letzte der fünf Söhne des Bauern, Winzers und „sergent royal“ am Salzspeicher zu Laon (Picardie) Isaac Le Nain. Er wurde in seiner Heimatstadt zum Maler ausgebildet und kam als solcher mit seinen beiden Brüdern in Paris zu hohem Ansehen. Sie waren seinerzeit die einzigen, die damals in der Weltstadt Paris Bauernszenen malten; ihre Werke ähnelten einander.
Im Jahr 1648 gehörten die drei Le Nains zu den ersten Mitgliedern der kurz zuvor gegründeten Académie royale de peinture et de sculpture.
Im Mai des gleichen Jahres verlor er seine beiden Brüder und trat ihre Erbschaft an. Von diesem Zeitpunkt an scheint er sich seinem sozialen Aufstieg mehr gewidmet zu haben als der Malerei. Er nannte sich „sieur de La Jumelle“, scheint den Titel „peintre ordinaire du Roy“ abgelegt zu haben und wurde im Jahr 1662 mit dem Ordre de Saint-Michel ausgezeichnet, was quasi einem Aufstieg in den Adel gleichkam. Es wird für möglich gehalten, dass er aus diesem Grund nicht mehr an seine frühere „bürgerliche“ Tätigkeit des Malens erinnert werden mochte und auch die Erinnerung an seine Brüder nicht aufrecht hielt, was der Grund dafür sein könne, dass die Werke der Le Nains in Vergessenheit gerieten. Sie wurden in der Tat erst in der Mitte des 19. Jahrhunderts von Jules Champfleury wiederentdeckt.

## Werk
Siehe: Antoine Le Nain und Louis Le Nain.